# Formación Santa Cruz
Formación Santa Cruz es una formación geológica del Mioceno temprano que aflora en el sur de la Patagonia. Es la unidad estratigráfica continental de la era Cenozoica de mayor extensión de la Argentina, con afloramientos desde el norte del Golfo de San Jorge hasta el norte de la provincia de Tierra del Fuego, y desde el Océano Atlántico hasta la cordillera de los Andes.
La formación Santa Cruz se destaca por su enorme cantidad de fósiles conocidos principalmente por los trabajos de Florentino Ameghino y de William Berryman Scott. Restos fósiles de la formación se encuentran depositados en el Museo Argentino de Ciencias Naturales, en el Museo de La Plata, en el Museo Americano de Historia Natural de Estados Unidos y en el Museo Peabody de Historia Natural.

## Relaciones estratigráficas
La Formación Santa Cruz apoya sobre la Formación Monte León.

## Datación
La Formación Santa Cruz se encuentra datada por el método de datación radiométrica de argón-argón entre 16 y 17,8 millones de años antes del presente en las afloraciones de la costa atlántica y entre 14,3 y 19 millones de años antes del presente en la cordillera de los Andes.

## Fósiles
La Formación Santa Cruz es conocida por su abundancia de restos fósiles y le da el nombre a la Edad Mamífero Santacrucense. Entre sus fósiles se destacan los ungulados nativos sudamericanos, de los órdenes Astrapotheria, Litopterna y Notoungulata.
Algunos de los géneros encontrados en la formación son:

### Astrapotheria
- †Astrapotherium

### Notoungulata
- †Notohippus
- †Adinotherium
- †Nesodon
- †Homalodotherium
- †Interatherium
- †Protypotherium
- †Hegetotherium
- †Pachyrukhos

### Litopterna
- †Tetramerorhinus
- †Thoatherium
- †Diadiaphorus
- †Theosodon

## Litología
La Formación Santa Cruz posee dos miembros en la costa: Miembro Estancia La Costa, con depósitos piroclásticos, arcillas y fangolitas; y Miembro Estancia La Angélica, con arcillitas, fangolitas y areniscas.

## Ambiente
La formación parece haberse depositado en un sistema fluvial de baja energía.